# 藤原大辅
藤原大辅（日语：／ Fujihara Daisuke，1994年2月17日—），日本男子羽毛球运动员。他曾代表日本参加2020年夏季残疾人奥林匹克运动会羽毛球比赛，获得混合SL3-SU5级双打铜牌。